# Уоттс, Роберт (продюсер)
Роберт Мид Уоттс (англ. Robert Meade Watts) (23 мая 1938 — 30 сентября 2024) — британский кинопродюсер, менеджер по производству и помощник режиссёра, известный по работе над такими фильмами, как «Инспектор Клузо», «Космическая одиссея 2001 года» (оба 1968 года), «Кто подставил кролика Роджера» 1988 года, «Американская сказка 2: Фейвел едет на Запад» 1991 года, «Живые» 1993 года, и двумя фильмами о Джеймсе Бонде.
Но наиболее Роберт Уоттс известен по участию в первых трёх фильмах франшизы об Индиане Джонсе, и во всех трёх фильмах оригинальной трилогии франшизы «Звёздные войны».

## Биография

### Личная жизнь и смерть
Сводным братом Роберта Уоттса, был Джереми Буллок — сыгравший Бобу Фетта в оригинальной трилогии «Звёздных войн».
Роберт Мид Уоттс умер у себя дома в графстве Восточный Суссекс, стране Англия, государстве Великобритания 30 сентября 2024 года в возрасте 86 лет, по естественным причинам.

## Фильмография
- Учительница французского (1960)
- Ярость в заливе Контрабандистов (1961)
- Тайные пути (1961)
- Человек посередине (1964)
- Пожиратель тыкв (1964)
- Жёлтый роллс-ройс (1964)
- Истерия (1965)
- Отвращение (1965)
- Дорогая (1965)
- Шаровая молния (1965)
- Живёшь только дважды (1967)
- Мозг ценой в миллиард долларов (1967)
- Инспектор Клузо (1968)
- Космическая одиссея 2001 года (1968)
- Искатели приключений (1970)
- Кондор (1970)
- Голуби улетели (1971)
- Гнев Господень (1972)
- Мотылёк (1973)
- Заговор Уилби (1975)
- Дорогой Алфи (1975)
- Наизнанку (1975)
- Небесные наездники (1976)
- Звёздные войны[a] (1977)
- Обратная сторона полуночи (1977)
- Встречи с замечательными людьми (1979)
- Империя наносит ответный удар[b] (1980)
- Искатели утраченного ковчега[c] (1981)
- Возвращение джедая[d] (1983)
- Индиана Джонс и храм судьбы (1984)
- Кто подставил кролика Роджера (1988)
- Индиана Джонс и последний крестовый поход (1989)
- Американская сказка 2: Фейвел едет на Запад (1991)
- Живые (1993)
- Живые: Двадцать лет спустя (1993)
- Тайна Сфинкса (1993)
- В смертельной зоне (1994)
- The Mysterious Origins of Man (1996)

## Заметки
1. ↑  Позже названные как «Звёздные войны. Эпизод IV: Новая надежда»
2. ↑  Позже названные как «Звёздные войны. Эпизод V: Империя наносит ответный удар»
3. ↑  Позже названные как «Индиана Джонс: В поисках утраченного ковчега»
4. ↑  Позже названные как «Звёздные войны. Эпизод VI: Возвращение джедая»